# Walter Steffens
Walter Steffens (Barnstorf, Alemania, 26 de diciembre de 1908-ibídem, 23 de agosto de 2006) fue un gimnasta artístico alemán, campeón olímpico en Berlín 1936 en el concurso por equipos.

## Carrera deportiva
En las Olimpiadas de Berlín de 1936 ayuda a su equipo a conseguir el oro en el concurso por equipos, quedando situados en el podio por delante de suizos y finlandeses, y siendo sus compañeros: Konrad Frey, Alfred Schwarzmann, Willi Stadel, Inno Stangl, Franz Beckert, Matthias Volz y Ernst Winter.